# 1/144 ワークショップシリーズ
1/144 ワークショップシリーズ（1/144 WORK SHOP SERIES、ひゃくよんじゅうよんぶんのいち-）は、株式会社 エフトイズ・コンフェクトが企画・販売する、ブラインド・パッケージ形式の、ミニチュア航空機モデルの食玩である。縮尺は「国際規格の1/144スケール」である。2004年5月にリリースされたVol.1「ヘリボーンコレクション」以来、数多くのシリーズがリリースされている。

## 特徴
- 価格は1個当たり税抜300円~500円。1ボウル当たり8個(Vol.1~2及びVol.13)又は10個入りで、各シリーズにおいて複数のシークレットアイテムが存在する。
- 発売当初は東日本と西日本とで発売日が異なっていたが、Vol.20以降（2010年12月）から全国発売となった。
- 封入されている菓子は、Vol.1~5はラムネ、Vol.6以降はチューインガムである。
- 塗膜は強情極まりなく、イソプロピルアルコール(IPA)漬けにしても、中々落ちない。
- 様々な航空機を商品化しているが、特に第1弾のヘリボーンコレクションで商品化された、1/144スケールのヘリコプターの模型は過去には数えるほどしか存在せず、スケールモデラーの他に鉄道模型（Nゲージ）の製作者にも商品化が望まれていた[4]。
- アンケートに回答した方へ、特定機種の塗装替えバージョン等が抽選で当たるプレゼント企画がある。[5]
- 企業としてイベントへの出展にも注力しており、該当イベントだけの「LIMITED MODEL」や「LIMITED EDITION」が多数存在する。[5]

## 1/144 ワークショップシリーズ

### 1/144 WORK SHOP Vol.1 ヘリボーンコレクション
英文表記は「HELIBORNE COLLECTION」。

発売日: 2004年5月10日(東日本)、2004年7月12日(西日本)
- 01: AH-64 アパッチ

a. アメリカ陸軍仕様 00308号機
b. ギリシャ陸軍仕様 ΕΣ1007号機
- 02: Mi-24 ハインド

a. ロシア陸軍仕様
b. チェコ陸軍仕様 タイガーミート特別塗装
- 03: UH-1 イロコイ

a. アメリカ陸軍仕様 OD塗装
b. アメリカ陸軍仕様 ベトナム迷彩塗装
- 04: SH-3 シーキング

a. 海上自衛隊仕様 64号機
b. アメリカ空軍仕様 6号機
- シークレットアイテム

VH-3D シーキング アメリカ海兵隊仕様 マリーンワン (東日本版、西日本版共通)
SH-3D シーキング アポロ回収機 (西日本版のみ)
AH-64 アパッチ アメリカ陸軍仕様 00310号機 (西日本版のみ)
AH-64 アパッチ ギリシャ陸軍仕様 ΕΣ1008号機 (西日本版のみ)
SH-3 シーキング 海上自衛隊仕様 07号機 (西日本版のみ)
SH-3 シーキング アメリカ空軍仕様 5号機 (西日本版のみ)
- 抽選プレゼント品 (500個)

SH-3 イギリス空軍 レスキュー仕様

### 1/144 WORK SHOP Vol.2 アクロチームコレクション
英文表記は「ACROTEAM COLLECTION」。

発売日: 2004年11月1日(東日本)、2005年1月7日(西日本)
- 01: T-4 ティーフォー

a. 航空自衛隊 ”ブルーインパルス”
b. 航空自衛隊 第7航空団 第204飛行隊
- 02: F-16C ファイティングファルコン

a. アメリカ空軍 ”サンダーバーズ”
b. アメリカ空軍 第35戦闘航空団 三沢基地 2002
- 03: Hawk T1A ホーク

a. イギリス空軍 ”レッドアローズ”
b. イギリス空軍 第74中隊 バレー基地 1992
- 04: MB-339A アエロマッキ

a. イタリア空軍 ”フレッチェトリコローリ”
b. イタリア空軍 100機生産記念塗装
- シークレットアイテム

01. T-4 第6航空団 第306飛行隊 戦技競技会 1992
02. F-16C アメリカ空軍 第140航空団 コロラド州バックリイ基地 タイガーミートUSA記念塗装 2003
03. Hawk T1A イギリス空軍 第1戦術戦闘集団 第79中隊 ブラウディ基地 1986
04. MB-339A イタリア空軍 第61航空旅団
- スペシャル企画

SPECIAL SECRET DVD 【ブルーインパルス・サンダーバーズ】
- 抽選プレゼント品 (100枚)

バンダイビジュアル DVD 「THE GREAT JOURNEY ブルーインパルス派米全記録」

### 1/144 WORK SHOP Vol.3 双発機コレクション
英文表記は「TWIN-ENGINE AIRCRAFT COLLECTION」。

発売日: 2005年6月13日(東日本)、2005年8月(西日本)
- 01: P-38 ライトニング

a. P-38J-15-LO 第8空軍 第20大隊 第55中隊
b. P-38J-10-LO 第8空軍 第20大隊 第79中隊
s. P-38J ドイツ空軍 実験飛行隊 第2中隊
- 02: 百式司令偵察機[13]

a. 百式司偵III型甲 飛行第15戦隊
b. 百式司偵III型乙 独立飛行第16中隊
s. 百式司偵III型乙 独立飛行第17中隊
- 03: モスキート

a. モスキート B.Mk IV 第627スコードロン
b. モスキート FB.Mk VI 第82スコードロン
s. モスキート B.Mk IV 第109スコードロン
- 04: ヘンシェル129

a. Hs 129B-2 第2地上襲撃航空団 第11飛行隊
b. Hs 129B-2 第1地上襲撃航空団 第11飛行隊
s. Hs 129B-3 第9地上襲撃航空団 第4飛行隊
- 抽選プレゼント品 (300個)

P-38J-15 R.ボング乗機Ver.

### 1/144 WORK SHOP Vol.4 DX ヘリボーンコレクション2
英文表記は「HELIBORNE COLLECTION 2」。

発売日: 2005年9月26日(東日本)、2005年11月(西日本)
- 01: SH-60 シーホーク

a. アメリカ海軍仕様
b. 海上自衛隊仕様
s. 海上自衛隊 ロービジ塗装
- 02: OH-6 カイユース + 高機動車

a. 陸上自衛隊仕様 + 陸上自衛隊仕様高機動車 (高機動車は単色迷彩)
b. カリフォルニア・ハイウェイ・パトロール仕様 + 国連PKO仕様高機動車
s. 自衛隊50周年記念塗装 ＋ 陸上自衛隊仕様高機動車 (高機動車は2色迷彩)
- 03: CH-47 チヌーク

a. アメリカ陸軍仕様
b. 陸上自衛隊仕様
s. 航空自衛隊仕様
- 04: AS332 シュペルピューマ

a. 海上保安庁仕様
b. 東京消防庁仕様
s. 陸上自衛隊 要人輸送ヘリ仕様
- 抽選プレゼント品 (300個)

CH-47 航空自衛隊50周年記念塗装Ver.

### 1/144 WORK SHOP Vol.5水上機コレクション
英文表記は「SEAPLANE COLLECTION」。

発売日: 2005年10月31日(東日本)、2005年12月(西日本)
- 01: 零式観測機一一型

a. 前期型 第19航空隊
b. 前期型 特設水上機母艦「神川丸」搭載
s. 後期型 第951航空隊
- 02: グラマン JRF-5 グース

a. アメリカ沿岸警備隊
b. 海上自衛隊 鹿屋航空隊
s. 海上自衛隊 大村航空隊 第91飛行隊
- 03: マッキ M.33

a. 1925年 シュナイダー・トロフィー
b. イタリア空軍 高速飛行学校
s. 仮想塗装 (1929年 アドリア海)
- 04: マッキ MC.72

a. MM181 1934年10月・世界速度記録樹立
b. MM177 1933年4月・世界速度記録樹立
s. 仮想仕上げ (機体の素材色)
- 抽選プレゼント品 (300個)

シュナイダートロフィーミニチュア

### 1/144 WORK SHOP Vol.6 DX 日本の翼コレクション
英文表記は「JASDF COLLECTION」。

発売日: 2006年4月17日(東日本)、2006年6月26日(西日本)
- 01: F-2A

a. 第8航空団 第6飛行隊 福岡県 築城基地
b. 飛行開発実験団 #501(元XF-2A試作1号機) 岐阜県 岐阜基地
s. 第3航空団 第3飛行隊 航空自衛隊50周年記念塗装機 青森県 三沢基地
- 02: F-4EJ改

a. 第6航空団 第306飛行隊 石川県 小松基地 (~1997年)
b. 第3航空団 第8飛行隊 青森県 三沢基地
s. RF-4EJ 偵察航空隊 第501飛行隊 茨城県 百里基地
- 03: T-2/F-1

a. T-2 後期型 第4航空団 第21飛行隊 宮城県 松島基地 (~2002年)
b. F-1 第3航空団 第3飛行隊 青森県 三沢基地 (~2000年)
s. T-2 第4航空団 第21飛行隊 戦技研究班 ブルーインパルス 宮城県 松島基地 (1982年~1995年)
- 04: F-104J

a. 第2航空団 第201飛行隊 北海道 千歳基地 (~1975年)
b. 第83航空隊 第207飛行隊 沖縄県 那覇基地 (1972~1986年)
s. 第83航空隊 第207飛行隊 1984年戦技競技会参加機 沖縄県 那覇基地
- 抽選プレゼント品 (300個)

プラッツ製ウェポンキット (無塗装プラモデルキット)

### 1/144 WORK SHOP Vol.7 WWII ウォーバードコレクション
英文表記は「WWII WARBIRD COLLECTION」。

発売日: 2006年5月29日(東日本)、2006年8月28日(西日本)
- 01: 艦上爆撃機 彗星

a. 彗星一一型 第523航空隊 1944年 テニアン島
b. 彗星三三型 第252航空隊 攻撃第3飛行隊 1945年 茨城県 香取基地
s. 二式艦上偵察機一一型 横須賀航空隊 1942年 神奈川県 横須賀基地
- 02: ハインケル He100

a. He100D-1 先行量産型 (プロパガンダ部隊)
b. He100D-1 先行量産型 (プロパガンダ部隊・夜戦)
s. He113A-0 仮想塗装 第2戦闘航空団 第1飛行隊 第1中隊 1940年春 フランス
- 03: マッキ C.202 フォルゴーレ

a. 独立第150航空群 第363飛行隊 1942年 リビア
b. 第1航空団 第80飛行隊 1941年 イタリア
s. マッキ C.205V ベルトロ 共和国空軍(枢軸) 第1戦闘航空群 第1飛行隊隊長 アドリアーノ・ヴィスコンティ大尉乗機 1944年 イタリア
- 04: IL-2M3 シュトルモビク

a. 第566地上攻撃航空連隊 1944年夏 レニングラード
b. ポーランド 第6地上攻撃連隊 1948年
s. 第237地上攻撃航空連隊 冬季迷彩 スキー装備 1944年
- 抽選プレゼント品 (300個)

He100V-2 世界速度記録樹立機

### 1/144 WORK SHOP Vol.8 DX ヘリボーンコレクション3
英文表記は「HELIBORNE COLLECTION 3」。

発売日: 2006年8月28日(東日本)、2006年9月25日(西日本)
- 01: Ka-50 ホーカム

a. ロシア陸軍 ウァーウルフ
b. ロシア陸軍 2色迷彩
s. ロシア陸軍 3色迷彩
- 02: UH-60 ブラックホーク

a. 海上自衛隊 レスキュー仕様
b. 陸上自衛隊仕様
s. 航空自衛隊 洋上迷彩仕様
- 03: AS365 ドーファン

a. 警察ヘリ仕様
b. 横浜市消防局仕様
s. アメリカ沿岸警備隊仕様
- 04: V-22 オスプレイ

a. アメリカ海兵隊仕様
b. 陸上自衛隊(20XX年)仕様
s. プロトタイプ仕様
- 抽選プレゼント品 (300個)

UH-60 航空自衛隊50周年記念塗装Ver.

### 1/144 WORK SHOP Vol.9 DX 双発機コレクション2 「双発夜戦」
英文表記は「TWIN-ENGINE AIRCRAFT COLLECTION 2」。

発売日: 2006年11月27日(東日本)、2007年1月29日(西日本)
- 01: 夜間戦闘機 月光

a. 一一型後期型 第322航空隊 戦闘第804飛行隊 1944年6月 茨城県 香取基地
b. 一一型前期型 第302航空隊 第2飛行隊 1945年2月 愛知県 豊橋基地
s. 一一型前期型 厚木航空隊 木更津派遣隊 1943年10月 神奈川県 木更津基地
- 02: 二式複座戦闘機 屠龍

a. キ45改丁 飛行第53戦隊 第3中隊 1945年 千葉県 松戸飛行場
b. キ45改丙 飛行第21戦隊 第1中隊 1943年 パレンバン
s. キ45改丙 飛行第5戦隊 1945年 愛知県 清洲飛行場
- 03: ハインケル He219 ウーフー

a. He219A-7 第1夜間戦闘航空団 第1飛行隊 第1中隊 (TH) 1945年5月 ドイツ本土
b. He219A-7 第1夜間戦闘航空団 第1飛行隊 第1中隊 (CH) 1945年5月 ドイツ本土
s. He219A-0 第1夜間戦闘航空団 第1飛行隊 司令官 ヴェルナー・シュトライプ少佐機 1944年5月 オランダ
- 04: ノースアメリカン F-82 ツインムスタング

a. F-82F 第318迎撃戦闘飛行隊 1948年 ワシントン州 マッコード空軍基地
b. F-82E 第27護衛戦闘航空団 1948年 ワシントン州 マッコード空軍基地
s. F-82F 第52全天候戦闘航空団 1950年 ニューヨーク州 ミッチェル空軍基地
- 抽選プレゼント品 (300個)

キ45改丙 屠龍 飛行第5戦隊 戦隊長機

### 1/144 WORK SHOP Vol.10 DX アクロチームコレクション2
英文表記は「ACROTEAM COLLECTION 2」。

発売日: 2007年2月26日(東日本)、2007年4月16日(西日本)
- 01: F/A-18 ホーネット

a. アメリカ海軍 ”ブルーエンジェルズ”
b. アメリカ海軍 第192戦闘攻撃飛行隊
s. アメリカ海軍 アドバーサリー飛行隊 VFC-12
- 02: F-5E タイガーII

a. スイス空軍 ”パトルイユ・スイス”
b. スイス空軍 第8飛行隊
s. アメリカ海兵隊 第401戦闘訓練飛行隊
- 03: Su-27 フランカー

a. ロシア空軍 ”ロシアンナイツ”
b. ロシア空軍 第941戦闘航空連隊
s. ウクライナ空軍 第831戦闘航空連隊
- 04: F-104 スターファイター

a. 西ドイツ海軍 ”バイキングス”(MFG-2) 1985年7月14日 イギリス フェアフォード空軍基地
b. カナダ国防軍 第417転換訓練飛行隊
s. イタリア空軍 第10全天候要撃飛行隊
- 抽選プレゼント品 (200セット)

T-2 Blue Impulse 4機セット

### 1/144 WORK SHOP Vol.11 EX 日本の翼コレクション2
英文表記は「JASDF COLLECTION 2」。

発売日: 2007年12月3日(東日本)、2008年1月28日(西日本)
- 01: F-15

a. F-15J 第7航空団 第204飛行隊 茨城県 百里基地 (1984年~)
b. F-15DJ 飛行教育航空隊 第23飛行隊 宮崎県 新田原基地 (2000年~)
s. F-15C アメリカ空軍 第44戦闘飛行隊 飛行隊長機 沖縄県 嘉手納基地
- 02: F-86F

a. 第3航空団 第8飛行隊 愛知県 小牧基地 (1967~1978年)
b. ”ブルーインパルス” (後期塗装) 静岡県 浜松基地 (1963~1981年)
s. 第1航空団 第2飛行隊 空中機動研究班 ”ブルーインパルス” (初期塗装) 静岡県 浜松基地 (1961~1963年)
- 03: T-1

a. T-1B 第5術科学校 (白/オレンジ塗装) 愛知県 小牧基地 (1982~2006年)
b. T-1A 第13飛行教育団 (全面白塗装) 福岡県 芦屋基地 (1965~1972年)
s. T-1A 第13飛行教育団 (無塗装) 福岡県 芦屋基地 (1961~1965年)
- 04: T-33A

a. 航空総隊司令部飛行隊 (銀塗装) 埼玉県 入間基地 (~2000年)
b. 第83航空隊 第207飛行隊 (グレイ塗装) 沖縄県 那覇基地 (1972~1985年)
s. アメリカ空軍 ”サンダーバーズ” (1957年 サポート機)
- 抽選プレゼント品 (200個)

F-86F ”ブルーインパルス” (初期塗装・1番機)

### 1/144 WORK SHOP Vol.12 DX複葉機コレクション
英文表記は「BIPLANE COLLECTION」。

発売日: 2008年1月28(東日本)、2008年3月31日(西日本)
- 01: ソードフィッシュ

a. イギリス海軍航空隊 第823飛行隊 1937年頃
b. イギリス海軍航空隊 空母「アークロイヤル」搭載機 所属部隊不詳 1941年5月
s. イギリス海軍航空隊 第816飛行隊 1944年7月
- 02: 九三中練

a. 九三式陸上中間練習機 海軍航空技術廠 神奈川県 横須賀市 追浜飛行場 1940年~1941年ごろ
b. 九三式水上中間練習機 霞ヶ浦航空隊 茨城県 霞ヶ浦基地 1938年ごろ
s. 九三式陸上中間練習機 第2郡山航空隊 福島県郡山基地 1944~1945年
- 03: スパッド S.VII

a. フランス陸軍航空隊 第3飛行隊 ジョルジュ・ギヌメール大尉機 1917年2月
b. イギリス空軍 第23飛行隊
s. イタリア陸軍航空隊 フランチェスコ・バラッカ少佐機 1917年10月
- 04: アルバトロス D.III

a. ドイツ陸軍航空隊 第11戦闘中隊指揮官 マンフレート・フォン・リヒトホーフェン中尉機 1917年4月
b. ドイツ陸軍航空隊 ベルケ戦闘中隊 ヘルマン・フロムヘルツ少尉機 1917年春
s. ドイツ陸軍航空隊 第27戦闘中隊 ヘルマン・ゲーリング中尉機
- 抽選プレゼント品 (200個)

九三式水上中練 橙黄色塗装

### 1/144 WORK SHOP MEGA Vol.13 大型機コレクション
英文表記は「HEAVY BOMBER COLLECTION」。

発売日: 2008年6月2日(東日本)、2008年8月予定(西日本)
- 01: 一式陸上攻撃機11型

a. 第761航空隊 昭和18年 鹿児島県 鹿屋基地
b. 高雄航空隊 昭和17年 フィリピン
s. ”緑十字機”2番機 昭和20年8月19日
- 02: B-17G フライングフォートレス

a. 第94戦闘爆撃航空団 第401爆撃航空群 第615爆撃飛行隊 1944年夏 イギリス南部
b. 第1戦闘爆撃航空団 第381爆撃航空群 第532爆撃飛行隊 1945年春 イギリス南部
s. 第4戦闘爆撃航空団 第447爆撃航空群 第709爆撃飛行隊 1945年春 イギリス南部
- 03: ランカスター

a. 第467飛行隊 1944年 イギリス南部
b. 第57飛行隊 1944年 イギリス南部
s. 第35飛行隊 1945年~1947年
- 抽選プレゼント品 (200個)

一式陸上攻撃機11型 第705航空隊 (ラバウル)

### 1/144 WORK SHOP EX Vol.14艦載機コレクション
英文表記は「U.S.NAVY-COLLECTION」。

発売日: 2008年9月1日(東日本)、2008年10月27日(西日本)
- 01: F-14Aトムキャット

a. 第1戦闘飛行隊空母エンタープライズ搭載 1973年
b. 第154戦闘飛行隊 空母キティホーク搭載 2003年
s. 第84戦闘飛行隊　空母ニミッツ搭載 1978年
- 02: F-4J ファントムII

a. 第96戦闘飛行隊 空母コンステレーション搭載 1972年 カニンガム大尉/ドリスコル中尉 搭乗機
b. アクロバットチーム ブルーエンジェルズ1971年
s. 第161戦闘飛行隊空母ミッドウェイ搭載 1980年
- 03: A-7E コルセアII

a. 第113攻撃飛行隊 空母レンジャー搭載 1979年
b. 第93攻撃飛行隊 空母ミッドウェイ搭載 1986年
s. 第153攻撃飛行隊空母オリスカニー搭載 1975年
- 04: A-6E イントルーダー

a. 第65攻撃飛行隊 空母インディペンデンス搭載 1976年
b. アメリカ海兵隊 第332全天候攻撃飛行隊 1976年
s. 第115攻撃飛行隊空母ミッドウェイ搭載 1995年
- 抽選プレゼント品 (200個)

F-14 VX-9 バンディ1

### 1/144 WORK SHOP EX Vol.15  初期ジェット機コレクション
英文表記は「EARLY JET COLLECTION」。

発売日: 2008年12月1日(東日本)、2009年3月23日(西日本)
- 01: MiG-15bis

a. ソ連空軍 235号機
b. 中国空軍 507号機
s. アメリカ空軍捕獲機
- 02: Me262A

a. ドイツ空軍 262実験飛行隊
b. ドイツ空軍 第7戦闘航空団 第3中隊
s. ドイツ空軍 第54戦闘爆撃航空団 第9中隊
- 03: Me262B

a. ドイツ空軍 第11夜間戦闘航空団 第10中隊
b. ドイツ空軍 第11夜間戦闘航空団 第10中隊
- 04: ミーティアF.1

a. イギリス空軍 第616戦闘飛行隊
s. 試作2号機
- 05: He162A/V-1

a. ドイツ空軍 第1戦闘航空団 第1飛行隊
s. ドイツ空軍 第1戦闘航空団 第1飛行隊
- 06:  橘花

a.  試作1号機 木更津基地
- 抽選プレゼント品 (200個)

MiG-15bis アクロバットチーム機 レッドスター クラスナヤ・ズベズドウイ

### 1/144 WORK SHOP EX Vol.16  双発機コレクション3
英文表記は「TWIN-ENGINE AIRCRAFT COLLECTION」。

発売日: 2009年5月25日(東日本)、2009年7月13日(西日本)
- 01: 100式重爆 II型 呑龍

a. 飛行第74戦隊第2中隊
b. 飛行第61戦隊第3中隊
s. 飛行第7戦隊
- 02: Ju88A

a. 第54爆撃航空団 第1飛行大隊 第1中隊
b. 第1訓練航空団 第IV飛行隊 第12中隊
s. 第506沿岸航空飛行隊 第1中隊
- 03: 銀河11型

a. ヨ-233 横須賀航空隊 追浜飛行場
b. 762-82 762航隊
s. 763-84 763航空隊
- 04: B-25B/C Mitchell

a. ドゥーリトル攻撃隊 8号機 E・J・ヨーク大尉機
b. アメリカ陸軍航空隊 第340爆撃大隊 第489爆撃飛行隊
s. アメリカ陸軍航空隊 第12爆撃大隊 第83爆撃飛行隊
- 抽選プレゼント品 (200個)

B-25 Mitchell アメリカ陸軍航空隊 第14空軍　第341爆撃大隊所属機

### 1/144 WORK SHOP EX Vol.17  ユーロジェットコレクション
英文表記は「EURO JET COLLECTION」。

発売日: 2009年12月7日(東日本)、2010年2月(西日本)
- 01: ユーロファイター タイフーン

a. イギリス空軍 第1航空群第3飛行隊
b. 試作2号機
c. サウジアラビア空軍向け1号機
s. 20XX年 航空自衛隊306飛行隊
- 02: ダッソー ミラージュ2000

a. フランス空軍 第5戦闘航空団第2戦闘飛行機
b. 台湾空軍 第499戦術戦闘機連隊第11大隊
c. ペルー空軍 第412飛行隊
s. フランス空軍第12戦闘空団第1戦闘飛行隊2008年タイガーミート出場機
- 03: PANAVIA トーネード

a. イギリス空軍 第1航空群第617飛行隊
b. イギリス空軍第1航空群第31飛行隊
c. サウジアラビア空軍
s. イタリア空軍 第6航空団第154戦術爆撃飛行隊部隊編成25周年記念塗装機

### 1/144 WORK SHOP EX Vol.18  ヘリボーンコレクション4
英文表記は「HELIBORNE COLLECTION 4」。

発売日: 2010年4月19日(東日本)、2010年6月(西日本)
- 01: アグスタウェストランド EH-101

a. 海上自衛隊仕様
b. 南極観測船しらせ搭載仕様
c. イギリス空軍仕様
s. 南極観測船しらせ搭載仕様(収容時)
- 02: 川崎 KV-107

a. 陸上自衛隊仕様
b. 航空自衛隊仕様
c. 海上自衛隊仕様
s. 陸上自衛隊沖縄仕様
- 03: ユーロコプター EC 145|EC145/BK117

a. ドクターヘリ仕様
b. アメリカ陸軍仕様（UH-72）
c. ドイツ自動車連盟仕様
s. スイス山岳レスキュー仕様

### 1/144 WORK SHOP EX Vol.19  センチュリーコレクション
英文表記は「CENTURY SERIES COLLECTION」。

発売日: 2010年6月28日(東日本)、2010年9月(西日本)
- 01: F-106A デルタダート

a. 48戦闘要撃飛行隊 1982年ラングレイAFB
b. 194戦闘要撃飛行隊 カルフォルニア州兵空軍
c. 460戦闘要撃飛行隊 1972年グランドフォークスAFB
s. デンマーク空軍
- 02: F-100D スーパーセイバー

a. 27戦術戦闘航空団 481戦術戦闘飛行隊
b. 31戦術戦闘航空団 308戦術戦闘飛行隊
c. サンダーバーズ
- 03: F-105D サンダーチーフ

a. 357戦術戦闘航空団 355戦術戦闘飛行隊
b. 戦術戦闘航空団 563戦術戦闘飛行隊
c. 301戦術戦闘航空団 466戦術戦闘飛行隊
- s: UF-104J スターファイター 硫黄島無人機運営隊[20]

### 1/144 WORK SHOP EX Vol.20  日本の翼コレクション3
英文表記は「JASDF COLLECTION 3」。

発売日: 2010年12月13日(全国)
- 01: F-86D セイバードッグ

a. 第102飛行隊
b. 第103飛行隊
c. セイバーナイツ 325戦闘飛行隊
- 02: T-4

a. 第31教育飛行隊
b. 第11飛行隊 ブルーインパルス
c. 第13飛行教育団
s. 第306飛行隊
- 03: U-125/125A

a. U-125A 航空救難団
b. U-125 飛行点検隊
c. U-125A 航空救難団 50周年
s. C-29A 連邦航空局
- 抽選プレゼント品 (200個)

F-86D セイバードッグ 実験航空隊177号機デカール

### 1/144 WORK SHOP EX Vol.21  哨戒機コレクション
英文表記は「Maritime Patrol Aircraft COLLECTION」。

発売日: 2011年7月25日(全国、沖縄を除く)
- 01: E-2C ホークアイ

a. 航空自衛隊 飛行警戒監視隊
b. アメリカ海軍 第115早期警戒飛行隊 航空団司令機
c. アメリカ海軍 第123早期警戒飛行隊
s. 航空自衛隊 10万時間無事故飛行記念塗装
- 02: S-2 トラッカー

a. 海上自衛隊 第1航空群 第11航空隊
b. アメリカ海軍 第20対潜哨戒飛行隊
c. アメリカ海軍 厚木基地
s. 海上自衛隊　標的曳航機
- 03: S-3 ヴァイキング

a. アメリカ海軍 機種転換飛行隊 バイセンテニアル
b. アメリカ海軍 第38対潜哨戒飛行隊
c. アメリカ海軍 第30対潜哨戒飛行隊 航空団司令機
- 抽選プレゼント品 (200個)

E-2C ホークアイ 無塗装組立キット

### 1/144 WORK SHOP EX Vol.22  70年代ジェット機コレクション
英文表記は「70's JET COLLECTION」。

発売日: 2011年10月24日(全国、沖縄を除く)
- 01: ライトニング F MK.6

a. イギリス空軍 第23飛行隊
b. イギリス空軍 第11飛行隊
c. サウジアラビア空軍 第13飛行隊
s. イギリス空軍 第92飛行隊
- 02: MiG-21bis

a. ソビエト空軍
b. ポーランド海軍
c. フィンランド空軍
s. クロアチア空軍 第1飛行隊
- 03: ドラケン J35

a. J35O オーストリア陸軍航空隊
b. J35J スウェーデン空軍 F10航空団
c. J35F スウェーデン空軍 F1航空団
s. J35F スウェーデン軍 F18航空団
- 抽選プレゼント品 (200個)

ドラケン J35 スウェーデン空軍 F10航空団デカール

## 1/144 ワークショップシリーズ イベント限定版
本項では、各種イベントにおいて限定販売されたアイテムを、時系列順に紹介する。

### ワンダーフェスティバル2004[冬] 限定品
発売日: 2004年2月22日

頒布数: 700セット
- ヘリボーンコレクションより

SH-3 シーキング US NAVY カラーVer.

### ワールドキャラクターコンベンション19 限定Ver.
発売日: 2004年11月21日

頒布数: 500個 x 2種類
- アクロチームコレクションより

LIMITED MODEL シンガポール空軍「ブラックナイツ」

### ワンダーフェスティバル 2005[夏] 限定品
発売日: 2005年8月21日

頒布数: 1500セット
- ヘリボーンコレクション2より

SH-60 WARLORD SPECIAL + 通常版2機セット

### ワールドキャラクターコンベンション21 限定Ver.
発売日: 2005年12月4日

頒布数: 1000個
- ヘリボーンコレクション2より

LIMITED MODEL CH-47 チヌーク NASA (アメリカ航空宇宙局)

### ワンダーフェスティバル 2006[冬] WF限定 特別塗装バージョン
発売日: 2006年2月19日

頒布数: 1000セット
- 日本の翼コレクションより

F-4 ファントム無頼 680号機
F-4 ファントム無頼 320号機
- ヘリボーンコレクション3より

UH-60 ブラックホーク アメリカ陸軍バージョン
Ka-50 ホーカム ブラックシャークバージョン

### ワンダーフェスティバル 2006[夏] WF限定 特別塗装バージョン
発売日: 2006年8月20日

頒布数: 1500セット
- 日本の翼コレクションより

T-2後期型 「飛行教導隊(86年頃)」仕様
F-104J 「第203飛行隊('79戦競)」仕様
- ヘリボーンコレクション2より

AS332 「朝日航洋」仕様
- ヘリボーンコレクション3より

V-22 「海上自衛隊」仮想仕様

### ワンダーフェスティバル 2007[冬] WF恒例 特別塗装Ver.
発売日: 2007年2月25日

頒布数: 1500セット
- 日本の翼コレクションより

F-4EJ改 航空自衛隊 第5航空団 第301飛行隊 50周年記念塗装機 (新田原基地)
- アクロチームコレクション2より

Su-27SKM (デモンストレーター) 2005年 パリ・エアショー
F/A-18A アメリカ海軍 第127戦闘攻撃飛行隊 1994年

### 2008年夏イベント限定特別商品
発売日: 2008年8月2~3日 (予定)

該当イベント: モデラーズminiフリマ4、ワンダーフェスティバル 2008[夏]

頒布数: 不明
- 日本の翼コレクションより

F-2A 第3航空団創設50周年記念機
- 日本の翼コレクション2より

F-15J 第303飛行隊 2003戦競出場機”白龍”

### 日本の翼コレクション SPECIAL Ver.[24]
英文表記は「JASDF COLLECTION」。

発売日: 2010年12月13日(全国)
- 01: F-4EJ改

a. 第302飛行隊 2010年記念塗装
b. 第8飛行隊 洋上迷彩
- 02: F-1/T-2

a. F-1 第6飛行隊
b. T-2 ブルーインパルス
- 03: F-86F

a. 第3飛行隊
b. ブルーインパルス